# DEFA top
DEFA top (Direction des Études et Fabrications d'Armement) je družina francoskih 30 mm revolverskih topov za uporabo na vojaških lovcih. 
DEFA 550 je zelo podoben britanskemu ADEN topu.

## Uporaba
- Dassault Ouragan
- Dassault Mystère
- Mirage III/V
- Dassault Étendard
- Dassault-Breguet Super Étendard
- Sud Aviation Vautour
- Dassault Mirage F1
- SEPECAT Jaguar
- Dassault Mirage 2000
- Douglas A-4 Skyhawk - na izraelskih verzijah
- IAI Nesher
- IAI Kfir
- IAI Lavi
- Aeritalia G91Y
- Aermacchi MB-326K